# 安全管理者
安全管理者（あんぜんかんりしゃ）とは、労働安全衛生法において定められている、事業場の安全全般の管理をする者である。
1947年（昭和22年）制定の労働基準法、旧・労働安全衛生規則に規定され、1972年（昭和47年）の労働安全衛生法、新・労働安全衛生規則等の制定により、現行法に連なる法的な位置付けや職務が明確化された。
- 労働安全衛生法について、以下では条数のみ記す。

## 選任すべき事業場
次の業種で常時50人以上の労働者を使用する事業場において選任が義務付けられている（施行令第3条）。10人以上50人未満の場合は、安全衛生推進者を選任することになる。
- 林業、鉱業、建設業、運送業、清掃業、製造業（物の加工業を含む。）電気業、ガス業、熱供給業、水道業、通信業、各種商品卸売業、家具・建具・じゅう器等卸売業、各種商品小売業、家具・建具・じゅう器等小売業、燃料小売業、旅館業、ゴルフ場業、自動車整備及び機械修理業

以下の事業場では、安全管理者のうち少なくとも1人を専任の安全管理者としなければならない（規則第4条1項4号）。
- 常時300人以上の労働者を使用する、建設業、有機化学工業製品製造業、石油製品製造業
- 常時500人以上の労働者を使用する、無機化学工業製品製造業、化学肥料製造業、道路貨物運送業、港湾運送業
- 常時1000人以上の労働者を使用する、紙・パルプ製造業、鉄鋼業、造船業
- 常時2000人以上の労働者を使用する、過去3年間の労働災害による休業1日以上の死傷者数の合計が100人を超える上記以外の業種

## 職務
安全管理者は、総括安全衛生管理者が統括管理する業務（第25条の2の規定により労働者の救護に関する技術的事項を管理する者を選任した場合は、救護に関する事項を除く）のうち、安全に係る技術的事項を管理するとともに（第11条1項）、作業場等を巡視（巡視の頻度に特に定めはない）し、設備、作業方法等に危険のおそれがあるときは、直ちに、その危険を防止するため必要な措置を講じなければならない（規則第6条1項）。また、事業者は、安全管理者に対し、安全に関する措置をなしうる権限を与えなければならない（規則第6条2項）。「安全に関する措置」とは、第11条1項の規定により安全管理者が行なうべき措置をいい、具体的には、次のごとき事項を指すものであること（昭和47年9月18日基発601号の1）。
1. 建設物、設備、作業場所または作業方法に危険がある場合における応急措置または適当な防止の措置（設備新設時、新生産方式採用時等における安全面からの検討を含む）
2. 安全装置、保護具その他危険防止のための設備・器具の定期的点検および整備
3. 作業の安全についての教育及び訓練
4. 発生した災害原因の調査及び対策の検討
5. 消防及び避難の訓練
6. 作業主任者その他安全に関する補助者の監督
7. 安全に関する資料の作成、収集及び重要事項の記録
8. その事業の労働者が行なう作業が他の事業の労働者が行なう作業と同一の場所において行なわれる場合における安全に関し、必要な措置

安全管理者が事故等でその職務を行うことができないときは、代理者を選任しなければならない（規則第4条2項）。安全管理者は、総括安全衛生管理者が選任されている事業場においては総括安全衛生管理者の指揮を受ける。
安全管理者は、労働基準法第41条でいう「監督若しくは管理の地位にある者」に当然には該当せず、該当するか否かは当該労働者の労働の態様によって判定される（昭和23年12月3日基収3271号）。
安全管理者の選任、職務違反をした者は、50万円以下の罰金に処せられる（第120条）。

## 資格要件
安全管理者は、次のいずれかの要件を満たす者でなければならない。労働安全衛生規則の改正により、選任する安全管理者の要件として、新たに安全管理者選任時研修の受講が必要になった（規則第5条、平成18年10月1日施行）。
1. 厚生労働大臣の定める研修を修了した者で、次のいずれかに該当する者（平成18年2月24日付、基発第0224004号通達）
  - 大学又は高等専門学校の理科系の課程を卒業し（これと同等以上の学力を有すると認められる者を含む）、その後2年以上産業安全の実務[4]を経験した者
  - 高等学校又は中等教育学校の理科系の課程を卒業し、その後4年以上産業安全の実務[4]を経験した者
  - その他厚生労働大臣が定める者（理科系統以外の大学を卒業後4年以上、同高等学校を卒業後6年以上産業安全の実務[4]を経験した者、7年以上産業安全の実務[4]を経験した者等）
2. 労働安全コンサルタント（試験区分はコンサルタントとしての活動分野を制限するものではない）
3. 1,2のほか、厚生労働大臣の定める者

安全管理者は、その事業場に専属の者を選任しなければならない。なお、1989年（平成元年）4月の改正法施行により事業場の安全管理活動に労働安全コンサルタントを自主的に活用することができるようにするため、安全管理者の資格を有する者として労働安全コンサルタントを加えるとともに、複数の安全管理者を選任する場合において当該安全管理者の中に労働安全コンサルタントがいるときは、当該労働安全コンサルタントのうち1人については、事業場に専属の者である必要はないこととした（規則第4条1項2号、昭和63年9月16日基発602号）。
事業者は、安全管理者を選任すべき事由が発生した日から14日以内に安全管理者を選任しなければならず（規則第4条1項1号）、選任したときは遅滞なく、所定の様式により、事業場の所在地を管轄する労働基準監督署長に届出なければならない（規則第4条2項）。労働基準監督署長は、労働災害を防止するため必要があると認めるときは、事業者に対し、安全管理者の増員又は解任を命ずることができる（第11条2項）。
なお、選任すべき人数については、所轄都道府県労働局長が指定する化学設備を備えた事業場においては生産施設の単位について、操業中、常時必要な数の安全管理者を選任することとされるほか（規則第4条1項3号）、事業場の規模や作業の態様等の実態に即して、必要な場合には2人以上の安全管理者を選任するよう努めなければならないとされるが、衛生管理者のように規模等によって選任すべき人数を定めた一般的な規定は安全管理者には設けられていない。
親事業者（ある事業者の意思決定機関（株主総会その他財務及び営業又は事業の方針を決定する機関）を支配している事業者）の事業場の安全管理者が子事業者（支配されている事業者）の事業場の安全管理者を兼ねる場合には、次の要件のいずれにも該当するときは、それぞれ、事業場に専属の者を選任しているものと認められるものであること。これにより親事業者の事業場の安全管理者が子事業者の事業場の安全管理者を兼ねることを認められた後、それぞれの事業場において別の安全管理者を選任するに至った後は、再びこれによる兼務を行うことは認められないものであること。なお親事業者の事業場における安全管理者が子事業者の事業場の衛生管理者又は衛生推進者を兼ねること及び親事業者の事業場における衛生管理者が子事業者の事業場の安全管理者を兼ねることは認められないものであること。（平成18年3月31日基発第0331005号）。　　　　　　　　　　　　　　　　　　　　　　　　　　　　　　　　　　　　　　　
1. 子事業者の事業場が、親事業者の分社化に伴い、親事業者の事業場の一部が分割されたものであること。
2. 親事業者の事業場と子事業者の事業場が同一敷地内にある、又は敷地が隣接していること。
3. 安全衛生に関する協議組織が設置される等、分社化後も引き続き安全衛生管理が相互に密接に関連して行われていること。
4. 親事業者の事業場における事業の内容と子事業者の事業場における事業の内容が、分社化前の事業場における事業の内容と比較して著しい変化がないこと。

## 安全管理者に対する教育等
事業者は、事業場における安全衛生の水準の向上を図るため、安全管理者その他労働災害の防止のための業務に従事する者に対し、これらの者が従事する業務に関する能力の向上を図るための教育、講習等を行い、又はこれらを受ける機会を与えるように努めなければならない。厚生労働大臣は、この教育、講習等の適切かつ有効な実施を図るため必要な指針を公表するものとする（第19条の2）。これに基づき、現在「労働災害の防止のための業務に従事する者に対する能力向上教育に関する指針」（平成元年5月22日公示第1号、最終改正平成18年3月31日）が公示されている。事業者は、安全衛生業務従事者に対する能力向上教育の実施に当たっては、事業場の実態を踏まえつつ当指針に基づき実施するよう努めなければならない（指針）。

### 安全管理者選任時研修・能力向上教育
選任時研修時には当該業務に関する全般的事項について教育が行われる。
1. 安全管理（3時間）
2. 事業場における安全衛生の水準の向上を図ることを目的として事業者が一連の過程を定めて行う自主活動（危険性又は有害性等の調査及びその結果に基づき講ずる措置を含む）（3時間）
3. 安全教育（1.5時間）
4. 関係法令（1.5時間）

能力向上教育時には以下の項目が定期又は随時行われる。
1. 最近における安全管理上の問題とその対策（1.5時間）
  - 労働災害の現況
  - 技術の進歩に伴う問題とその対策
  - 就業形態等の変化に伴う問題とその対策
2. 最近における安全管理手法の知識（3時間）
  - 事業場における安全衛生の水準の向上を図ることを目的として事業者が一連の過程を定めて行う自主的活動（危険性又は有害性等の調査及びその結果に基づき講ずる措置を含む）
  - 教育及び指導の手法
  - その他最新の安全管理手法
3. 災害事例及び関係法令（2時間）
  - 災害事例とその防止対策
  - 労働安全衛生法令